# Батавско въстание
Батавското въстание е организирано от германското племе на батавите под предводителството на Юлий Цивилис в римската провинция Долна Германия срещу Римската империя в периода август 69 – 70 г.
Когато при император Вителий сред батавите се организирал набор за армията и при това стават много злоупотреби, към въстание ги надига някой си Юлий Цивилис – човек, по думите на Тацит, от царски род, който по-рано бил обвинен в заговор и заедно с Юлий Павел е изпратен окован при Нерон. Според Тацит живеещата отшелнически пророчица Веледа от племето бруктери също изиграва значителна роля за избухваането на въстанието.
Първоначално Цивилис (освободен от Галба) обявява че въстава само срещу Вителий, а не срещу римското владичество като цяло. Не е изключено да е действал заедно с поддръжници на Веспасиан, които искат свалянето на Вителий. Скоро той привлича на своя страна и кананефатите, обитващи територията между тази на батавите и Северно море, и фризите.
Цивилис напада римския флот, стоящ в Рейн. Матросите от неговото племе преминават на негова страна и римляните са победени. Така целия флот от 24 кораба попада в неговите ръце. Скоро към въстанието се присъединяват и германските племена от десния бряг на Рейн. Римляните започват да търпят поражения.
Когато батавите и техните съюзници обсаждат Ветера (Castra Vetera), Цивилис иска от укриващите се там 2 легиона да подкрепят Веспасиан. Скоро идва известие, че и германските легиони са провъзгласили Веспасиан за император. Тогава Цивилис обявява, че това е и неговата истинска цел – освобождение на германските племена от римско владичество.

## Списък на участващите легиони
Legio V Alaudae

 Legio XV Primigenia

 Legio I Germanica

 Legio XVI Gallica

 Legio VIII Augusta

  Legio XI Claudia

  Legio XIII Gemina

  Legio XIV Gemina

  Legio XXI Rapax

 Legio II Adiutrix

 Legio I Adiutrix

 Legio VI Victrix